# Silene laxipruinosa
Silene laxipruinosa là loài thực vật có hoa thuộc họ Cẩm chướng. Loài này được Mayol & Rosselló miêu tả khoa học đầu tiên năm 1999.